# 帕克斯威尔 (南卡罗来纳州)
帕克斯威尔（英文：Paxville），是美国南卡罗来纳州下属的一座城市。城市类型是“Town”。其面积大约为1.05平方英里（2.72平方公里）。根据2010年美国人口普查，该市有人口185人，人口密度约为每平方 英里176.02人（约合每平方公里67.97人）。